# Hermann Scheffler (Politiker, 1920)
Hermann Scheffler (* 29. März 1920 in Hemer-Westig; † 11. Januar 1983 in Hemer) war ein deutscher Politiker (SPD).
Hermann Scheffler besuchte die Volksschule und absolvierte anschließend eine kaufmännische Lehre mit Handlungsgehilfenprüfung. Von 1941 bis 1945 nahm er in der Wehrmacht am Zweiten Weltkrieg teil.
Nach dem Krieg studierte er an der Universität Köln Nationalökonomie. 1946 trat Scheffler in die SPD ein. Dort wurde er 1947 Jugendsekretär, 1953 Unterbezirksgeschäftsführer und 1960 schließlich Landesgeschäftsführer in Nordrhein-Westfalen. Daneben war er von 1949 bis 1953 Bundesvorstandsmitglied der Sozialistischen Jugend. 1953 und 1957 kandidierte Scheffler auf der Landesliste Nordrhein-Westfalen der SPD erfolglos für den Deutschen Bundestag.
Ab 1953 war Scheffler Stadtverordneter in Hohenlimburg und wurde dort schließlich von 1968 bis 1974 Bürgermeister. Von 1962 bis 1966 war Scheffler Mitglied des Landtags von Nordrhein-Westfalen. 1968 rückte er erneut in den Landtag nach und blieb dort bis 1970. Außerdem war Scheffler von 1967 bis 1970 und von 1973 bis 1975 Vorsitzender des Nordrhein-Westfälischen Städte- und Gemeindebundes und von 1955 bis 1973 Mitglied im WDR-Rundfunkrat. Von 1972 bis 1980 war Scheffler als direkt gewählter Abgeordneter des Wahlkreises Iserlohn Mitglied des Deutschen Bundestages.